# كيري ودسون
كيري ودسون (بالإنجليزية: Kerry Woodson)‏ هو لاعب كرة قاعدة أمريكي، ولد في 18 مايو 1969 في جاكسونفيل في الولايات المتحدة.

## وصلات خارجية
- كيري ودسون على موقعبيزبول رفرنس.كوم (الدوري الرئيسي) (الإنجليزية)
- كيري ودسون على موقعبيزبول رفرنس.كوم (الدوري الثانوي) (الإنجليزية)